# Cryphia gea
Cryphia gea är en fjärilsart som beskrevs av Karl Schawerda 1934. Cryphia gea ingår i släktet Cryphia och familjen nattflyn. Inga underarter finns listade i Catalogue of Life.